# 218692 Leesnyder
218692 Leesnyder este un asteroid din centura principală de asteroizi.

## Descriere
218692 Leesnyder este un asteroid din centura principală de asteroizi. A fost descoperit pe 5 octombrie 2005 în cadrul proiectului CSS. Asteroidul prezintă o orbită caracterizată de o semiaxă mare de 2,67 ua, o excentricitate de 0,15 și o înclinație de 13,9° în raport cu ecliptica.